# Emil Staiger

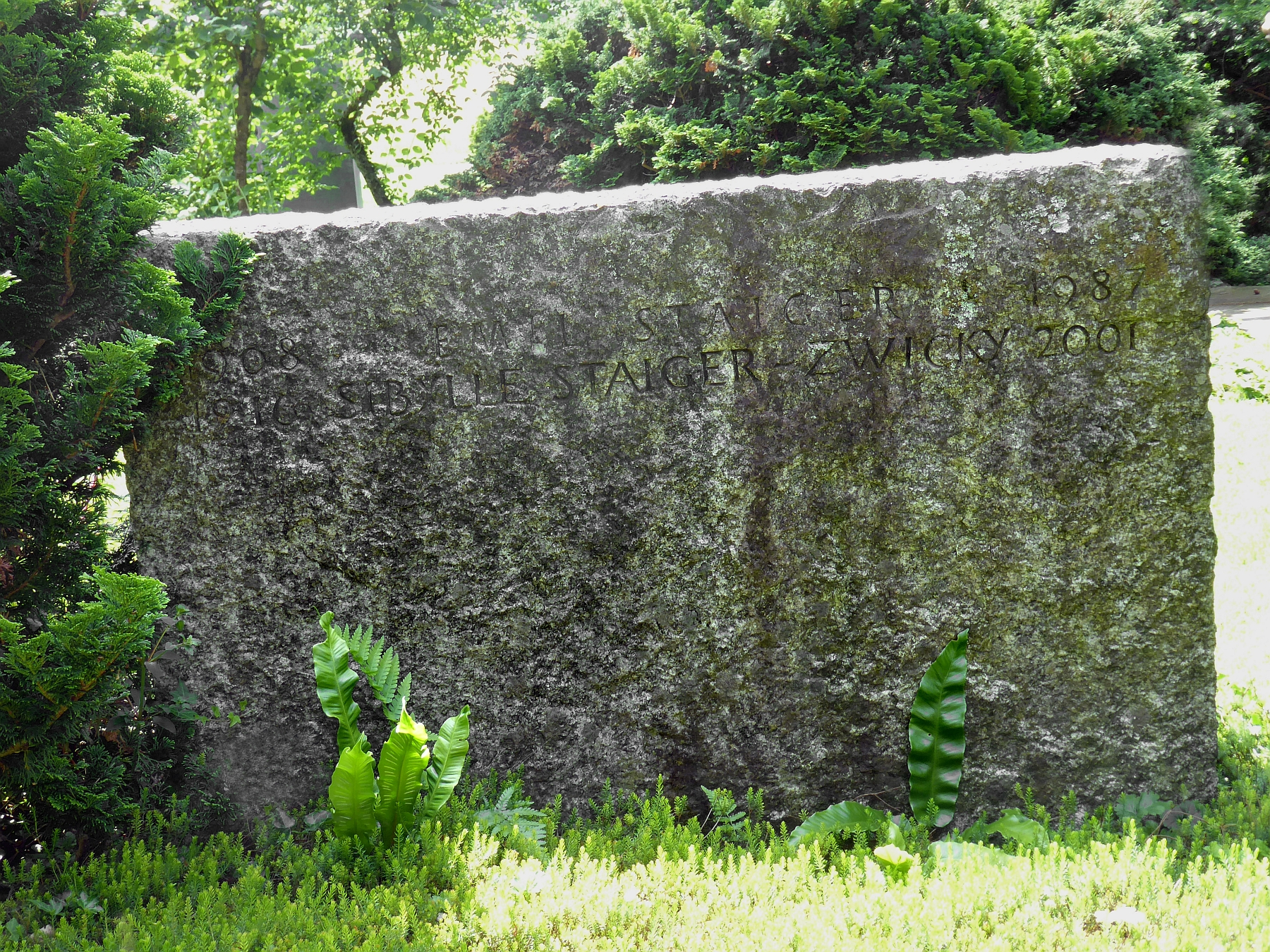
Grab auf dem Friedhof Witikon, Zürich

Emil Staiger (* 8. Februar 1908 in Kreuzlingen; † 28. April 1987 in Horgen) war ein Schweizer Professor der Germanistik an der Universität Zürich.

## Leben und Wirken
Emil Staiger studierte nach der Matura zunächst Theologie, wechselte dann aber zu Germanistik und Altphilologie. Nach seinem Studium in Genf, Zürich und München wurde er 1932 in Zürich mit einer Arbeit über Annette von Droste-Hülshoff promoviert. Von 1932 bis 1934 war er Mitglied der Nationalen Front (Schweiz), von der er sich 1935 jedoch öffentlich distanzierte. 1934 habilitierte er sich an der Universität Zürich mit einer Arbeit über Schelling, Hegel und Hölderlin und wurde im gleichen Jahr Privatdozent für deutsche Literatur an der Universität Zürich. 1943 wurde er zum ordentlichen Professor berufen. Staigers fachliche Bedeutung gründete in seinen vielbeachteten Publikationen Die Zeit als Einbildungskraft des Dichters (1939), Grundbegriffe der Poetik (1946), Die Kunst der Interpretation (1955) sowie in seinen dreibändigen Goethe-Studien (1952–1959). 
In den 1940er Jahren avancierte Staiger zu einem der meistbeachteten deutschsprachigen Literaturwissenschaftler. Er trug massgeblich dazu bei, die sogenannte werkimmanente Interpretation für einen gewissen Zeitraum zur führenden Methode der Germanistik zu machen (wobei er selbst diese Charakterisierung seiner Methode ablehnte). 
Gegenüber ausserliterarischen Konzepten wie Positivismus und Geistesgeschichte, Soziologie oder Psychoanalyse vertrat er die Forderung nach einer Konzentration auf die literarischen Texte selbst. Was die Literaturwissenschaft angehe, gelte «das Wort des Dichters, das Wort um seiner selbst willen, nichts was irgendwo dahinter, darüber oder darunter liegt». Staigers textnahes, einfühlsames Interpretationsverfahren, oft mit der Formel «begreifen, was uns ergreift» beschrieben, entwickelte sich zu einem germanistischen Markenzeichen. 
Staigers Denken ist stark von der Philosophie Martin Heideggers geprägt, was sich zuweilen bis auf den sprachlichen Duktus auswirkt. Insbesondere der existentielle Zeitbegriff Heideggers ist in Staigers Hermeneutik eingeflossen. Trotz dieser gedanklichen Nähe konnte ihre Meinung in Detailfragen auch wieder divergieren. In germanistischen Fachkreisen berühmt wurde Staigers Interpretations-Duell mit Heidegger über die letzte Zeile von Eduard Mörikes Gedicht Auf eine Lampe, in dem sich unterschiedliche Haltungen gegenüber dem Motiv der Vanitas äussern. «Was aber schön ist, selig scheint es in ihm selbst» verstand Staiger im Sinne einer blossen Scheinbarkeit (videtur), während Heidegger es als tatsächliche innere Illumination (lucet) auffasste.
Weit über die Universität Zürich hinaus bekannt wurden auch seine 11-Uhr-Vorlesungen, die Studenten aus ganz Europa, wie auch die literarisch interessierte Öffentlichkeit, begeisterten. Zugleich war Staiger ein renommierter Übersetzer antiker und moderner Sprachen, der Aischylos, Sophokles, Euripides, Vergil, Tasso, Poliziano und Milton ins Deutsche übertrug. Als streitbarer Theater- und Musikkritiker sowie als Feuilletonist beeinflusste er das Zürcher Kulturgeschehen über Jahrzehnte. 
1966 löste Staiger durch die Dankesrede anlässlich der Verleihung des Literaturpreises der Stadt Zürich den Zürcher Literaturstreit aus. Staiger äußerte in jener Rede mit dem Titel Literatur und Öffentlichkeit eine vehemente Kritik an der Gegenwartsliteratur, worauf unter anderen Max Frisch öffentlich Gegenposition bezog. Dieser Eklat legte einen Schatten über Staigers Renommee und ließ seinen Ruhm allmählich verblassen. Seine wegweisenden Leistungen gerieten zunehmend in Vergessenheit.
Am 28. April 1987 starb er im Alter von 79 Jahren in Horgen.
Zum 100. Geburtstag von Emil Staiger fand in der Zentralbibliothek Zürich vom 5. Februar bis 29. Mai 2008 die Ausstellung Bewundert viel und viel gescholten – der Germanist Emil Staiger (1908–1987) statt.
In der Zentralbibliothek Zürich befindet sich auch der schriftliche Nachlass Emil Staigers.

## Schüler (Auswahl)
- Peter Szondi
- Peter von Matt (1976 Nachfolger auf dem Lehrstuhl)
- Bernhard Böschenstein
- Karl Pestalozzi
- Beda Allemann
- Hermann Burger
- Adolf Muschg
- Hans Staub
- Jürg Amann
- Elisabeth Endres
- Gottlieb F. Höpli
- Mario Andreotti
- Johannes Anderegg
- Kaspar H. Spinner
- Irma Hildebrandt
- Martin Stern
- Verena Ehrich-Haefeli
- Hans Wysling
- Jacob Steiner

## Auszeichnungen und Ehrungen (Auszug)
- 1962 Gottfried-Keller-Preis
- 1966 Sigmund-Freud-Preis für wissenschaftliche Prosa
- 1966 Literaturpreis der Stadt Zürich
- 1966 Pour le mérite für Wissenschaft und Künste
- 1971 Korrespondierendes Mitglied der British Academy[3]
- 1975 Österreichisches Ehrenzeichen für Wissenschaft und Kunst

## Veröffentlichungen (Auswahl)
- Annette von Droste-Hülshoff. Diss. 1933
- Der Geist der Liebe und das Schicksal. Schelling, Hegel und Hölderlin. 1935
- Die Zeit als Einbildungskraft des Dichters. Untersuchungen zu Gedichten von Brentano, Goethe und Keller. 1939
- Adalbert Stifter als Dichter der Ehrfurcht. Vereinigung Oltner Bücherfreunde Olten, 1943
- Meisterwerke deutscher Sprache aus dem 19. Jahrhundert. 1943
- Grundbegriffe der Poetik. Zürich 1946 (Digitalisat und Volltext im Deutschen Textarchiv); 7. Auflage ebenda 1966.
- Musik und Dichtung. 1947
- Goethe. 3 Bände. 1952 ff.
- Die Kunst der Interpretation. Studien zur deutschen Literaturgeschichte. 1955; 5., unveränderte Auflage Zürich 1967.
- Stilwandel. Studien zur Vorgeschichte der Goethezeit. 1963
- Geist und Zeitgeist. 1964
- Friedrich Schiller. 1967
- Spätzeit. Studien zur deutschen Literatur. 1973
- Gipfel der Zeit. Studien zur Weltliteratur. Sophokles, Horaz, Shakespeare, Manzoni. 1979.